# C17 (Estándar de C)
C17, formalmente ISO/IEC 9899:2018,  es un estándar abierto para el lenguaje de programación C, desarrollado en 2017 y publicado en julio de 2018. Reemplazó a C11 (norma ISO/IEC 9899:2011),  y fue reemplazado por C23 (ISO/IEC 9899:2024) desde octubre de 2024.  Dado que estaba en desarrollo en 2017 y se publicó oficialmente en 2018, a C17 a veces se le denomina C18 . 

| Predecesor: C11 | Estándares de C | Sucesor: C23 |

## Cambios respecto a C11
C17 corrige numerosos defectos menores de su predecesor, C11, sin introducir nuevas características en el lenguaje. 
La macro __STDC_VERSION__ se incrementa al valor 201710L .
Para ver una lista detallada de los cambios con respecto a la norma anterior, consulte el Resumen de solicitud de aclaración para C11 . 
Las siguientes características fueron marcadas como obsoletas:
- ATOMIC_VAR_INIT
- Soporte para llamar a realloc con un tamaño de 0

## Compatibilidad de los compiladores
Lista de compiladores compatibles con C17:
- GCC 8.1.0 [4]
- LLVM Clang 7.0.0 [6]
- Versión 8.40.1 de IAR EWARM [7]
- Microsoft Visual C++ VS 2019 (16.8) [8]
- Pelles C 9.00 [9]

## Lectura adicional
- N2176 (borrador final de la norma C17); WG14; 2017.
- ISO/IEC 9899:2018 (norma oficial C17); ISO ; 2018.